# چاله عالی احمدان
چاله فرامرزان روستایی از توابع بخش جناح شهرستان بستک در غرب استان هرمزگان در جنوب ایران واقع شده‌است.
فاصله‌اش تا روستای داربست ۹ کیلومتر و تا روستای کهتویه ۶
کیلومتر است.

## جمعیت
جمعیت آن ۳۰۷ نفر (۷۳ خانوار) است.
آمار ذکر شده مربوط به سال ۱۳۹۷ خورشیدی است.
دارای ۲ مسجد، ۱ دبستان، و ۱۵ آب‌انبار برکه است. بیش از ۱۰۰۰ اصله نخل دیم و ۱۰۰۰ من زمین زیر کشت دیم دارد.

## محدوده چاله فرامرزان
از شمال رودخانه مهران، از جنوب به کوه داربست، از مشرق به کهتویه و از سمت مغرب به گچویه محدود می‌شود.

## وجه تسمیه
وجه تسمیه روستا از این قرار است: چون مردمش با مردم عالی احمدان از یک طایفه و یک فامیل هستند آن را چاله عالی احمدان نامیده شده‌است.

## فهرست منابع و مآخذ
- محمدیان، کوخردی، محمد،  «شهرستان بستک و بخش کوخرد» ، ج۱. چاپ اول، دبی: سال انتشار ۲۰۰۵ میلادی.
- عباسی، قلی، مصطفی،  «بستک وجهانگیریه» ، چاپ اول، تهران: ناشر: شرکت انتشارات جهان معاصر، سال ۱۳۷۲ خورشیدی.
- سلامی، بستکی، احمد.  (بستک در گذرگاه تاریخ)  ج۲ چاپ اول، ۱۳۷۲ خورشیدی.
- نگاره‌ها از: احمد سلمان گوده‌ای و محمد محمدیان کوخِردی.
- بالود، محمد.  (فرهنگ عامه در منطقه بستک)  ناشر همسایه، چاپ زیتون، انتشار سال ۱۳۸۴ خورشیدی.
- مهندس: موحد، جمیل. (بستک و خلیج فارس) چاپ اول، تهران: سال انتشار ۱۳۴۳ خورشیدی.
- بالود، محمد.  (فرهنگ عامه در منطقه بستک)  ناشر همسایه، چاپ زیتون، انتشار سال ۱۳۸۴ خورشیدی.
- الکوخردی، محمد، بن یوسف، (کُوخِرد حَاضِرَة اِسلامِیةَ عَلی ضِفافِ نَهر مِهران Kookherd, an Islamic District on the bank of Mehran River) الطبعة الثالثة، دبی: سنة ۱۹۹۷ للمیلاد.
- بختیاری، سعید،  «اتواطلس ایران» ، “ مؤسسه جغرافیایی وکارتگرافی گیتاشناسی، بهار ۱۳۸۴ خورشیدی.
- چمن پیرا، ناصر پاییز ۱۳۷۴ خورشیدی.
- محمد، صدیق «تارخ فارس» صفحه‌های (۵۰ ـ ۵۱ ـ ۵۲ ـ ۵۳)، چاپ سال ۱۹۹۳ میلادی.
- اطلس گیتاشناسی استان‌های ایران [Atlas Gitashenasi Ostanhai Iran] (Gitashenasi Province Atlas of Iran)